# Parafia św. Bartłomieja Apostoła w Baranowie

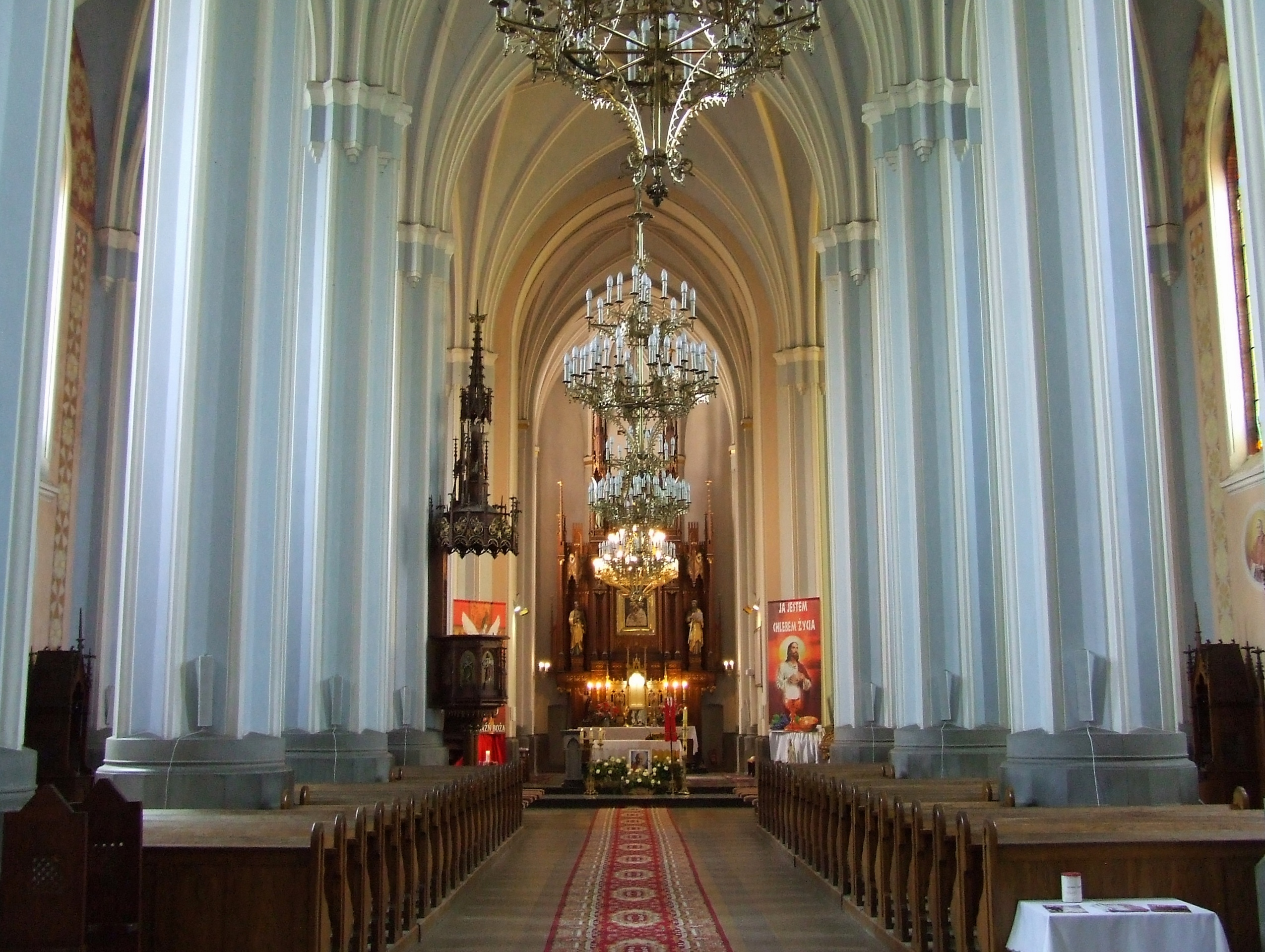
Nawa główna kościoła parafialnego w Baranowie

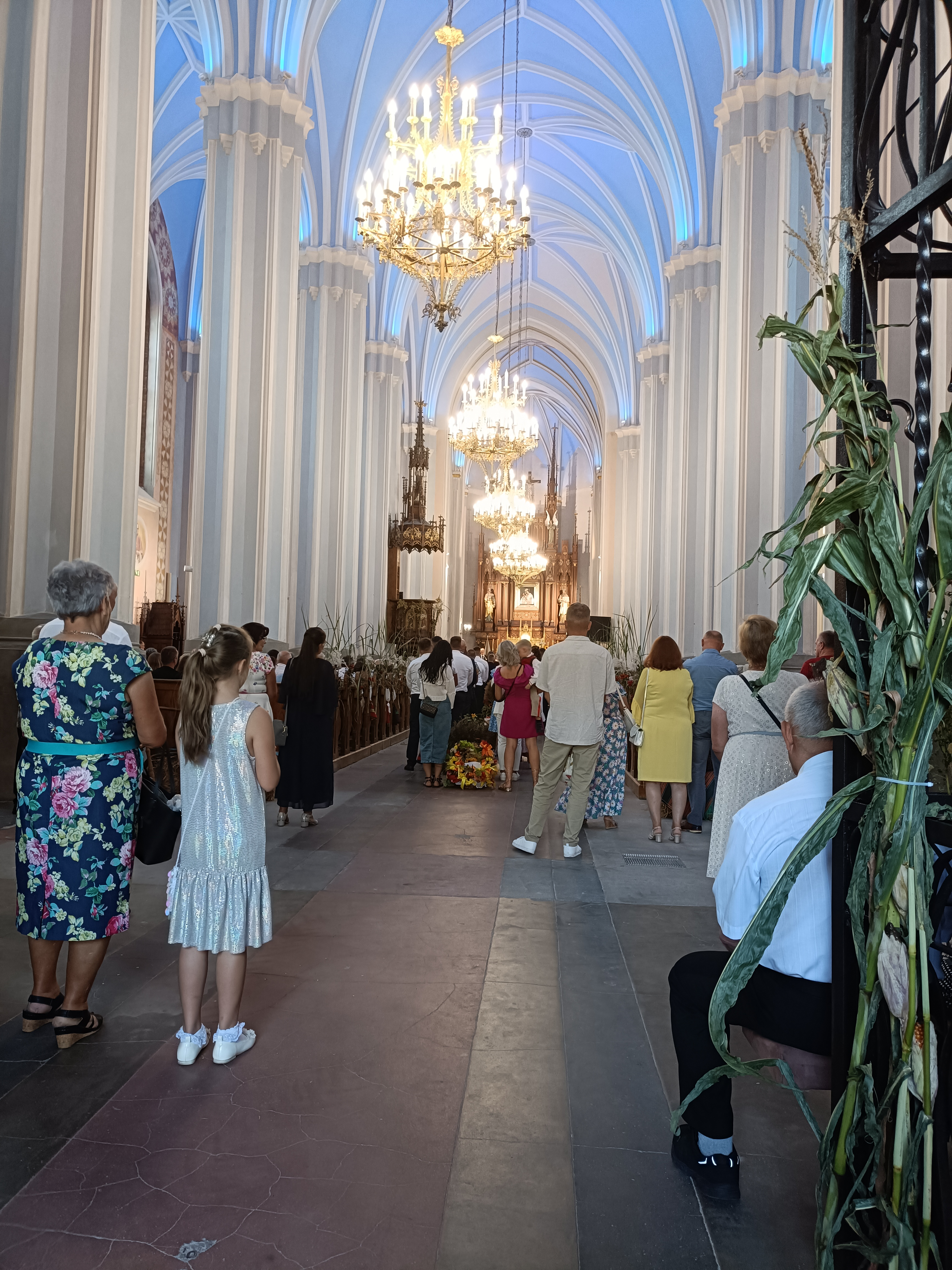
Wnętrze kościoła św. Bartłomieja w dniu dożynek gminnych

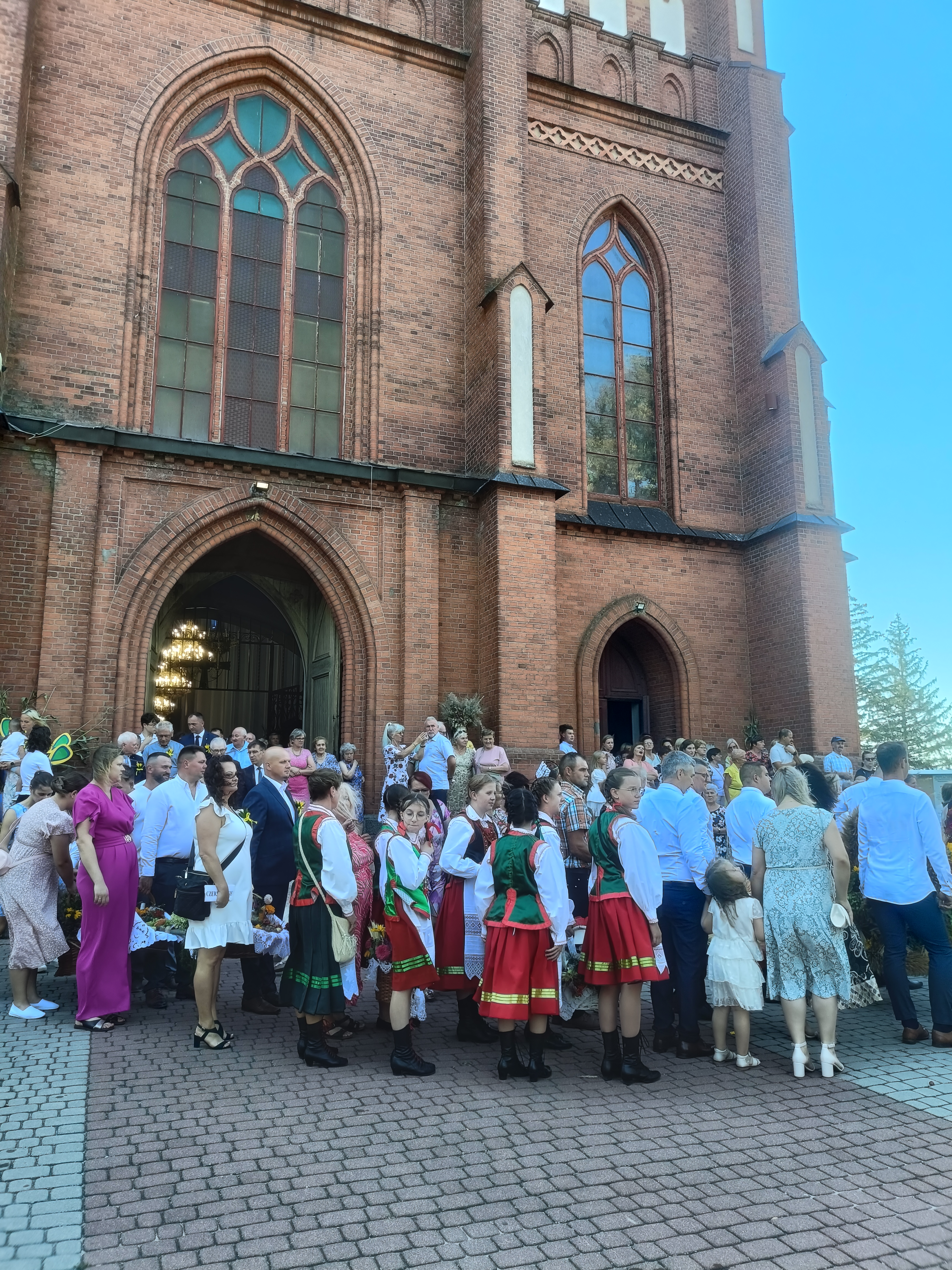
Kościół w dniu dożynek gminnych

Parafia pw. Świętego Bartłomieja Apostoła w Baranowie – rzymskokatolicka parafia należąca do dekanatu Kadzidło, diecezji łomżyńskiej, metropolii białostockiej. Erygowana w 1778, prowadzona przez księży diecezjalnych.

## Historia
Pierwotnie Baranowo należało do dekanatu łomżyńskiego. W 1775 przeszło do nowo utworzonego dekanatu ostrołęckiego.
23 września 1778 parafię erygował biskup płocki Michał Jerzy Poniatowski. Inicjatywa stworzenia nowej jednostki kościelnej wyszła od Kazimierza Krasińskiego. W 1774 przekazał ziemię pod kościół i zabudowania plebańskie, jak również nadał ziemię, łąki i las na terenie między Baranowem, Budnymi, Jastrząbką a Bakułą. Parafia objęła wsie: Baranowo, Błędowo, Olk, Orzoł, Oborczyska, Kucieje, Bakuła, Brodowe Łąki, Ziomek, Jastrząbka, Cierpięta, Rycica, Rupin, Czarnotrzew, Czerwińskie, Dłutówka, Budne, Zawady, Parciaki.
Wedle informacji z wizytacji biskupiej z 1818 parafia czerpała dochody z dziesięcin z 16 wsi, z pól i ogrodów, z boru, z pańszczyzny sprzężajnej i pieszej, z czynszów z domów włościańskich oraz od żywego inwentarza. Parafia dysponowała plebanią, domem dla organisty, zabudowaniami gospodarskimi i szpitalem. Szkołę parafialną prowadzono w wynajętym pomieszczeniu. Planowano zbudować osobny budynek. Przed 1818 do parafii włączono nowe wsie: Zimna Woda, Witowy Most, Majdan, Dynak, Orzołek, Guzowatka, Wola Błędowska i Dąbrowa. Wieś Zawady przeniesiono do parafii Kadzidło. W 1818 w parafii Baranowo mieszkały 1743 osoby (840 mężczyzn i 903 kobiety).
Po 1818 w granicach parafii notowano nowe wsie: Adamczycha, Gaczyska, Glinki i Ramiona. W 1826 parafię przeniesiono do dekanatu przasnyskiego. W 1848 do parafii należało 30 wsi z 488 gospodarstwami. Mieszkało tu 3133 osób (1554 mężczyzn i 1579 kobiet). 
W 1864 biskup Wincenty Teofil Popiel erygował parafię w Brodowych Łąkach, która została wydzielona z parafii Baranowo. Objęła wsie: Kopaczyska, Zawady, Błędowo, Guzowatka, Ostrówek, Brodowe Łąki i Wola Błędowska.
W parafii Baranowo działało Bractwo Miłosierdzia liczące 300 osób. W 1856 Karol Joachim Krasiński wyjednał u papieża Piusa IX zezwolenie na odpust zupełny w Baranowie w dniu Przemienienia Pańskiego. W kolejnym roku papież udzielił wiecznego odpustu zupełnego tym, którzy po spowiedzi i komunii św. nawiedzą od pierwszych nieszporów, a w drugi dzień Zielonych Świątek od wschodu do zachodu słońca Kościół w Baranowie i pomodlą się w intencji Ojca Św., w następujące święta: Niepokalanego Poczęcia i Zwiastowania NMP, Narodzenia św. Jana Chrzciciela, św. Rocha i św. Mikołaja.
Podczas powstania styczniowego proboszcz ks. Józef Rzeszotarski pomagał partyzantom, udzielając im schronienia. Po upadku insurekcji współtworzył i finansował baranowską organizację „Kosynierzy”. Za te działania kapłan został zamordowany przez kozaków.
W latach 30. XX wieku w parafii działało bractwo różańcowe (100 osób), bractwo Żywego Różańca, kółko misyjne, III Zakon św. Franciszka (około 400 osób), Stowarzyszenie Pacholąt Najświętszego Sakramentu, Stowarzyszenie Najświętszego Sakramentu, Katolickie Stowarzyszenie Młodzieży Męskiej i Żeńskiej, Katolickie Stowarzyszenie Mężów i Kobiet.
Na przełomie 1936 i 1937 dzięki zaangażowaniu proboszcz parafii Baranowo ks. Jana Trzaskomy i sekretarza gminy Baranowo J. Puściana przeprowadzono regulację rzeki Płodownicy. Obok rzeki na miejscu drewnianej figury św. Jana Chrzciciela z końca XVIII wieku ustawiono nową z metalu na murowanym cokole.
Papież Jan Paweł II bullą Totus Tuus Poloniae Populus z 25 marca 1992 przeniósł parafię Baranowo w dekanacie przasnyskim i diecezji płockiej do dekanatu kadzidlańskiego w diecezji łomżyńskiej.

## Zasięg parafii
Do parafii należą wierni z miejscowości: Adamczycha, Bakuła, Baranowo, Budne-Sowięta, Cierpięta, Czarnotrzew, Czerwińskie, Dłutówka, Gaczyska, Glinki, Jastrząbka Kalisko, Kucieje, Lipowy Las, Majdan, Majk, Oborczyska, Orzoł, Orzołek, Ramiona, Rupin, Rycica, Witowy Most i Ziomek.

## Świątynie

### Dawne świątynie
- Pierwszy drewniany kościół był filią parafii w Nowej Wsi. W 1774 pisano, że jest stary i grozi ruiną. Kościół zburzono na mocy pisma biskupa Michała Jerzego Poniatowskiego z 14 lipca 1774. W drugiej połowie lat 30. XX w. na tym miejscu ks. Jan Trzaskoma usypał kopiec, na którym ustawiono figurę Chrystusa dźwigającego krzyż.
- Drugi drewniany kościół konsekrował 13 maja 1781 biskup sufragan płocki Antoni Tadeusz Norbert Narzymski. Świątynia miała 30 łokci długości, 15 łokci szerokości i 15 łokci wysokości.
- Trzecią drewnianą świątynię zbudowano w latach 1868–1869, wykorzystując kłamstwo, że wierni budowlą chcą upamiętnić carski ukaz uwłaszczeniowy. Miała 45 łokci długości, 15 łokci szerokości i 13 łokci wysokości, dwie kaplice i trzy wieże. Za ciesielkę odpowiedzialny był majster Walenty Wilanowski z Krasnosielca. W 1872 zakupiono 11-głosowe organy, płaskorzeźbę św. Bartłomieja, rzeźby św. Piotra i Pawła, obraz Przemienienia Pańskiego i Matki Boskiej Różańcowej. W Warszawie przeprowadzono konserwację obrazu maryjnego z ołtarza głównego. Poświęcenia ołtarza dokonał w 1870 dziekan przasnyski ks. Grzegorz Budny[1].

### Kościół parafialny
Obecny kościół murowany w stylu neogotyckim pw. Narodzenia NMP jest czwartym w parafii. Został wybudowany w latach 1910–1914. Nabożeństwa zaczęto tu odprawiać w 1922. 23 sierpnia 1926, w czasie wizytacji biskupiej, świątynię konsekrował biskup płocki Antoni Julian Nowowiejski.

### Kościoły filialne i kaplice
W latach 1778–1864 na terenie parafii, w Brodowych Łąkach, znajdował się mały drewniany kościół, filia kościoła parafialnego. 
Współcześnie parafia ma dwa kościoły filialne zaprojektowane przez Stanisława Marzyńskiego: 
- w Ziomku pw. św. Maksymiliana Marii Kolbego zbudowany w latach 1981–1984, konsekrowany 10 sierpnia 1986 przez biskupa płockiego Zygmunta Kamińskiego
- w Dłutówce pw. Miłosiernego Jezusa zbudowany w latach 1984–1986, konsekrowany 14 maja 1989 przez biskupa pomocniczego Andrzeja Suskiego[1]

## Cmentarz
Początkowo, po erygowaniu parafii, zmarłych grzebano obok kościoła. W 1876 wyznaczono cmentarz grzebalny w odległości około 400 m od obecnego kościoła. Poświęcono go 16 listopada 1876. Jest użytkowany do dziś. Po 1936 zakończono prawie sześcioletnie prace porządkowe, m.in. wykonanie ogrodzenia.
Na cmentarzu zachowała się pochodząca z ostatniej ćwierci XIX wieku drewniana jednokondygnacyjna kostnica. Postawiono ją na planie kwadratu w konstrukcji zrębowej na niskiej podmurówce z polnych kamieni. Podwalina jest dębowa, a ściany sosnowe oszalowane z desek ułożonych pionowo i na zakładkę. Czterospadowy namiotowy dach podkrywają deski. Oszalowane jednoskrzydłowe drzwi są ćwiekowane. Kubatura budynku to 18,61 m³, a powierzchnia użytkowa 10,89 m².

## Zabudowania parafialne
W 1818 notowano drewnianą plebanię. Nową za własne pieniądze zbudował w 1851 ks. Józef Rzeszotarski. Wyremontował też zabudowania gospodarcze. Zakupił do dzwonnicy cztery dzwony. 1 maja 1865 poświęcił je biskup Wincenty Teofil Popiel, nadając imiona Maciej, Pius, Wincenty, Filip i Jakub.
W 1915 plebania została zajęta przez sztab armii niemieckiej. Została zniszczona w wyniku działań wojennych. Według literatury nowa murowana plebania powstała w 1923. W dokumentacji Narodowego Instytutu Dziedzictwa budynek jest datowany na 1926–1932.
W 1932 zbudowano Dom Parafialny, w których organizowano jasełka, przedstawienia i spotkania organizacji katolickich. W 1934 z fabryki dzwonów w Węgrowie sprowadzono trzy dzwony: Bartłomiej (470 kg), Jan (250 kg) i Józef (133 kg). Konsekrował je biskup Leon Wetmański podczas wizytacji biskupiej w 1935.

## Odpusty
W parafii obchodzone są trzy odpusty: w dniu wspomnienia św. Bartłomieja 24 sierpnia, 8 września w Narodzenie NMP oraz w uroczystość św. apostołów Piotra i Pawła 29 czerwca.

## Duchowieństwo

### Proboszczowie
- ks. Paweł Giżyński (1778)
- ks. Wojciech Dłużewski
- ks. Józef Rzeszotarski (1839–1869)
- ks. Mateusz Lipiński
- ks. Ludwik Sokolik (1907–1911)
- ks. Klemens Kukliński (1911–1922)
- ks. Józef Zaręba (1922–1930)
- ks. Franciszek Flaczyński (1930–1935)
- ks. Jan Trzaskoma (1936–1943)
- ks. Roman Bogucki (1944–1946)
- ks. Mieczysław Skwarski (1946–1956)
- ks. Paweł Orłowski (1956–1977)[1]
- ks. Kazimierz Bórawski (1977–1999)[9]
- ks. Antoni Bardłowski (1999–2004)[9]
- ks. Waldemar Heromiński (2004–2019)[5][10]
- ks. Szymon Pieńkowski (od 2019)[5][11]

### Wikariusze
- ks. Dariusz Berć
- ks. Kamil Nowak[5]

### Kapłani pochodzący z parafii
- ks. Czesław Orzoł (1961)
- ks. Jan Domurad (1962)
- ks. Stanisław Tabaka (1965)
- ks. Kazimierz Komor MIC (1967)
- ks. Mirosław Tabaka (1981)
- ks. Wiesław Białczak (1994)
- ks. Michał Bieńkowski (1994)
- ks. Robert Bączek (2002)
- ks. Janusz Kuskowski SDB (2004)[9].